# Rapona
Rapona,  biljni rod iz porodice slakovki smješten u tribus Dichondreae, dio potporodice Convolvuloideae. Jedina vrsta je R. tiliifolia, penjačica ili lijana, endem s Madagaskara
Rod je opisan u Histoire des Plantes 10: 326. 1891[1890].

## Sinonimi
- Rapona madagascariensis Baill.; Hist. des pl. 10: 328 (1888)
- Breweria tiliifolia Baker; J. Proc. Linn. Soc. 22: 508 (1887)